# Museo della seconda guerra mondiale di Danzica
Il Museo della Seconda guerra mondiale (in polacco Muzeum II Wojny Światowej, abbreviato in MIIWŚ) è un'istituzione culturale statale fondata nel 2008 e un museo di Danzica, in Polonia, dedicato alla Seconda guerra mondiale.
Lo studio di architettura Kwadrat ha vinto il concorso di architettura per la costruzione del Museo della Seconda Guerra Mondiale a Danzica.

## Edificio
Il primo ministro della Polonia, Donald Tusk, ha aperto il concorso di architettura per progettare l'edificio principale del museo. La giuria comprendeva esperti come Daniel Liebeskind e Jack Lohman, il direttore del Museo di Londra. Il progetto vincitore è stato creato dallo studio di architettura Kwadrat di Gdynia. La sede del museo si affaccia sul fiume Motława e si trova in via Wałowa nelle immediate vicinanze del canale Radunia e dello storico edificio delle Poste polacche. Il terreno del museo copre un'area di 2,5 acri e l'edificio stesso copre circa 23000 metri quadrati. L'edificio consiste di tre grandi sfere, che rappresentano simbolicamente la connessione tra il passato, il presente e il futuro. La parte più distintiva dell'edificio è la torre pendente alta 40 metri con una facciata di vetro, che ospita una biblioteca, sale di lettura e conferenze, nonché caffè e ristoranti con vista sul panorama di Danzica.
Il museo è stato creato il 1º settembre 2008 con un regolamento del Ministro della Cultura e del Patrimonio Nazionale con il nome di Museo Westerplatte di Danzica. Lo stesso giorno, il primo ministro Donald Tusk ha nominato il prof. Paweł Machcewicz come suo rappresentante per il Museo della Seconda Guerra Mondiale. Il team per il Museo includeva il dr. Piotr M. Majewski - storico dell'Università di Varsavia e il dr. Janusz Marszalec, che è stato il capo dell'Ufficio del Dipartimento di Pubblica Istruzione dell'Istituto della memoria nazionale a Danzica dal 2000 al 2007. Lo scopo del team era lo sviluppo di un concetto programmatico del Museo della Seconda Guerra Mondiale. Il concetto è stato presentato al pubblico il 6 ottobre 2008 alla Cancelleria del Presidente del Consiglio dei Ministri a Varsavia durante una discussione con storici e museologi. Il testo del concetto e il resoconto della discussione sono stati pubblicati a mezzo stampa, ed è anche accessibile direttamente tramite il sito web del Museo. Lo sviluppo del concetto e i contenuti delle mostre sono stati co-creati da rinomati studiosi della seconda guerra mondiale e del totalitarismo, tra cui: Norman Davies, Timothy Snyder, Tomasz Szarota, Włodzimierz Borodziej e Jerzy Wojciech Borejsza.
Il 26 novembre 2008, il Ministro della Cultura e del Patrimonio Nazionale, Bogdan Zdrojewski ha cambiato il nome di questa istituzione da Museo Westerplatte a Museo della Seconda Guerra Mondiale di Danzica. Allo stesso tempo, ha definito la portata dei compiti della struttura affermando che: "l'oggetto delle operazioni del museo è quello di accumulare una collezione pertinente alla storia della seconda guerra mondiale, salvaguardarla e renderla disponibile, in particolare attraverso l'esposizione, la divulgazione, l'istruzione e l'editoria".
Il 15 aprile 2016, il Ministro della Cultura e del Patrimonio Nazionale, Piotr Gliński ha comunicato l'unione del Museo della Seconda Guerra Mondiale con il Museo di Westerplatte e della Guerra del 1939 (in fase di organizzazione), creato nel 2015. La decisione di Gliński è stata influenzata dalle recensioni negative sulla esposizione principale del museo come da indicazioni del ministero e firmate da Jan Żaryn, Piotr Semka e Piotr Niwiński.
Alla fine del 2016, il tribunale amministrativo del voivodato di Danzica ha messo in discussione la decisione del ministro della cultura sulla combinazione dei due e ha ordinato di fermare i lavori in tal senso fino all'esame del caso. Il Ministero della Cultura ha ritenuto la decisione del tribunale non valida. Nel gennaio 2017, la Corte amministrativa suprema ha annullato la decisione del tribunale amministrativo del voivodato.
Il 30 gennaio 2017, la Corte amministrativa del Voivodato di Varsavia ha fermato l'unione dei due musei fino ad un esame legittimo della denuncia presentata dalla direzione del museo e dal Commissario per i diritti umani. Il 23 marzo, il museo è stato aperto al pubblico. Il 5 aprile, la Corte Suprema del Voivodato ha infine respinto la mozione di sospensione dell'esecuzione del regolamento del Ministro della Cultura e del Patrimonio Nazionale. Il 6 aprile, il dottor Karol Nawrocki fu nominato direttore ad interim delle strutture combinate.
Nel settembre 2019, una statua di Witold Pilecki è stata eretta davanti al museo, mostrando il capitano di cavalleria nella sua uniforme e un berretto da campo in mano. L'autore dell'opera, la cui fusione ed erezione è costata 400000 PLN, è Maciej Jagodziński-Jagennmerr.

## Galleria d'immagini

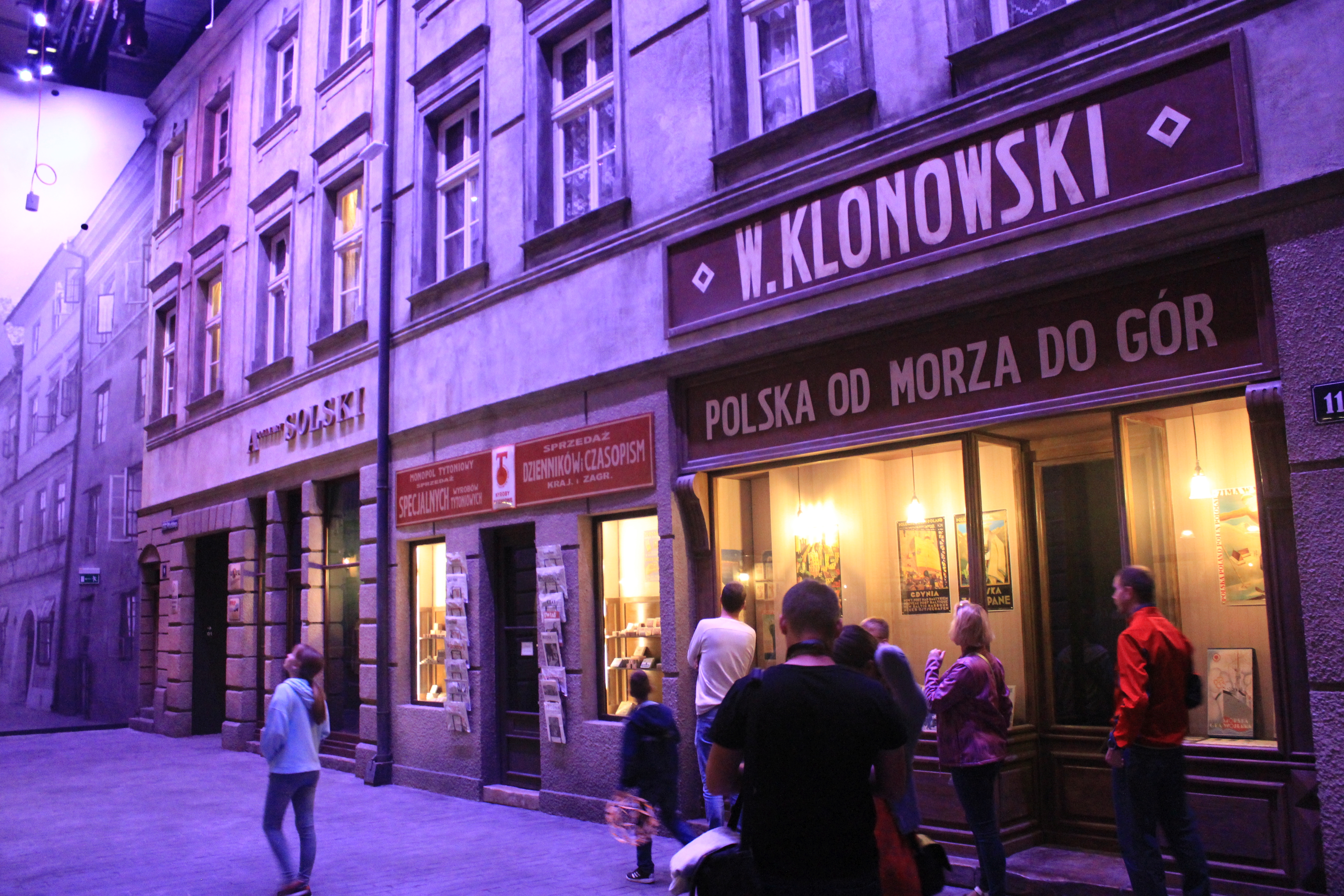
Strada polacca negli anni '30
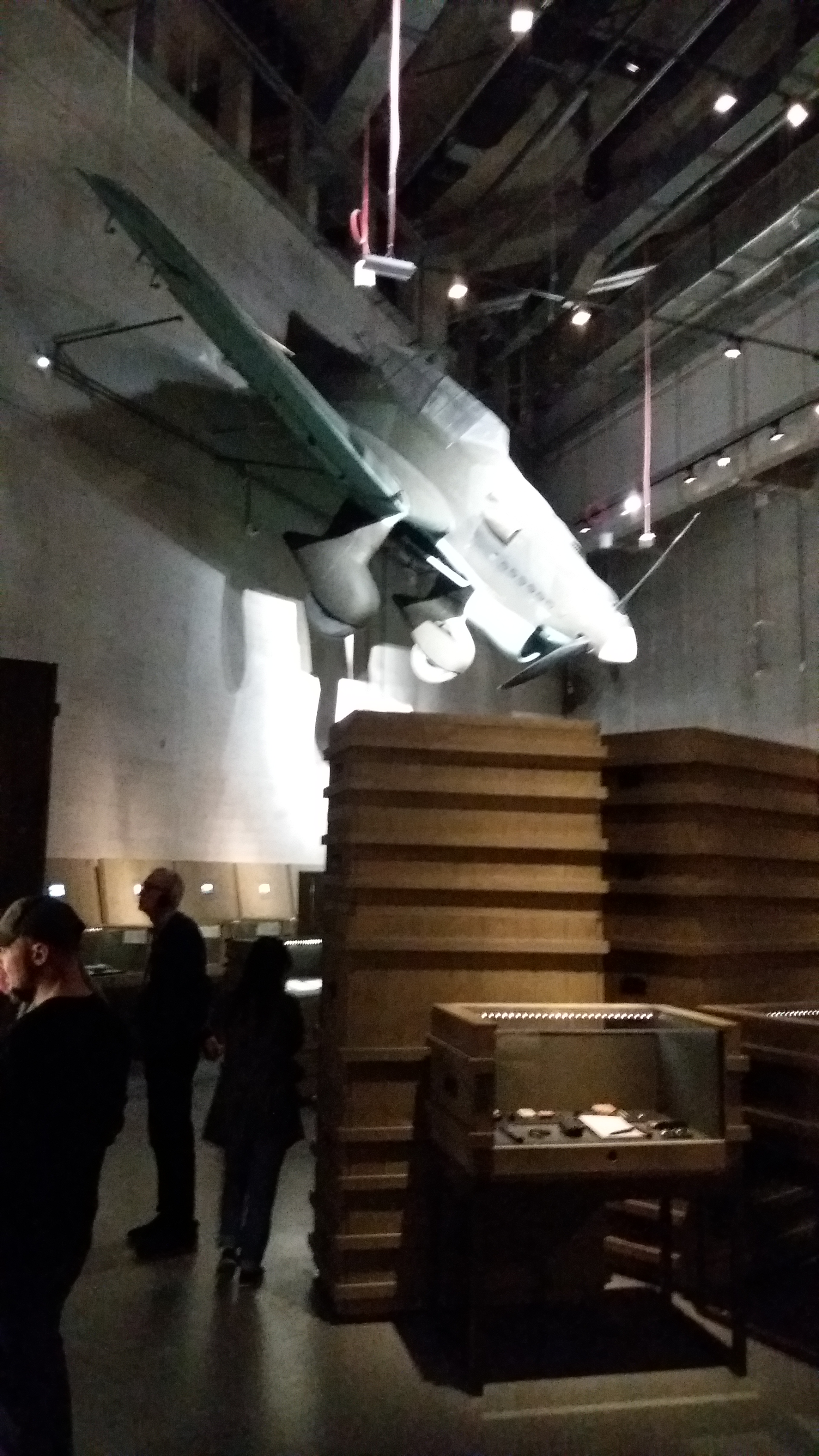
Un Junkers Ju 87 "Stuka" tedesco nella esibizione permanente
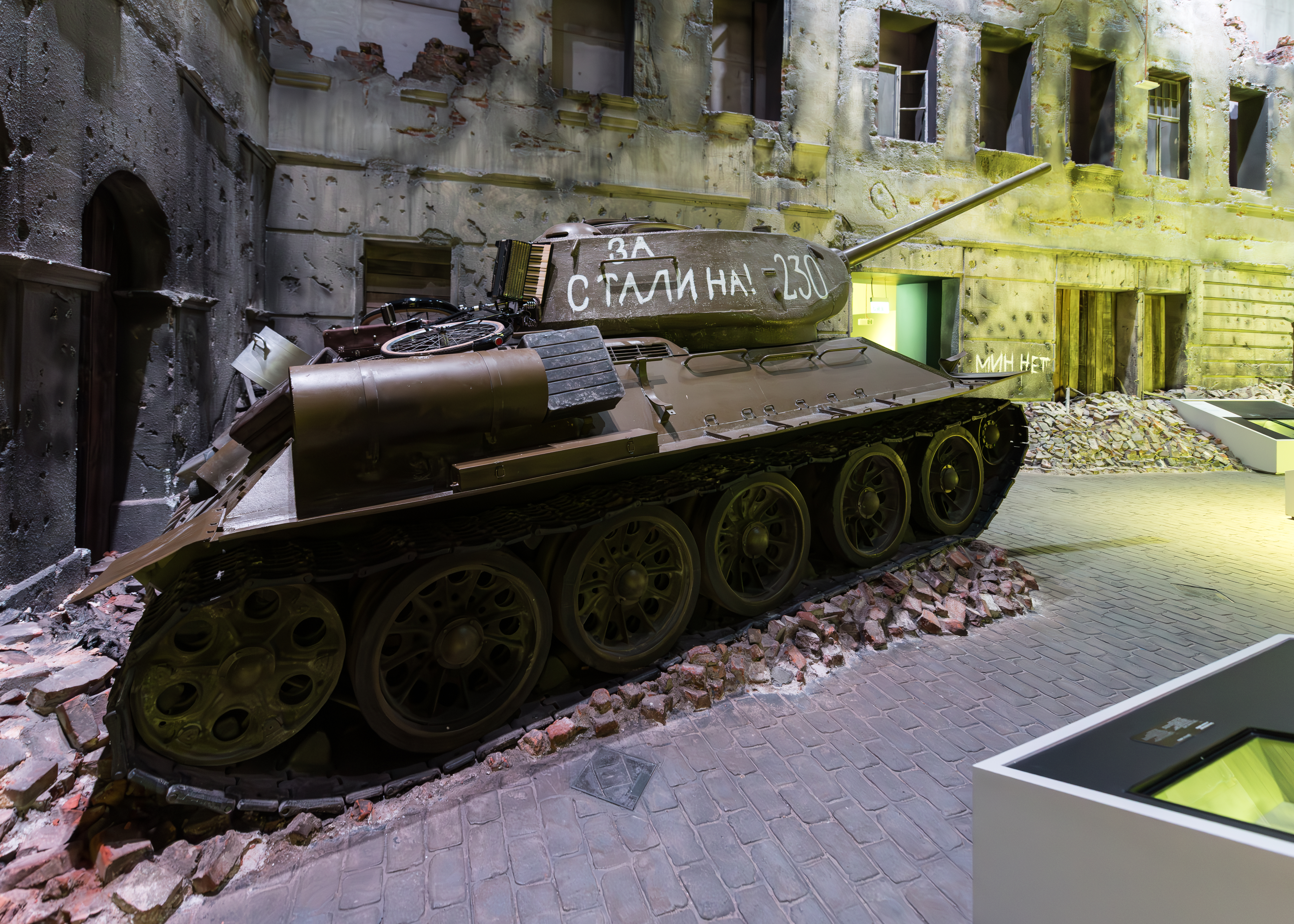
Carro armato sovietico T-34
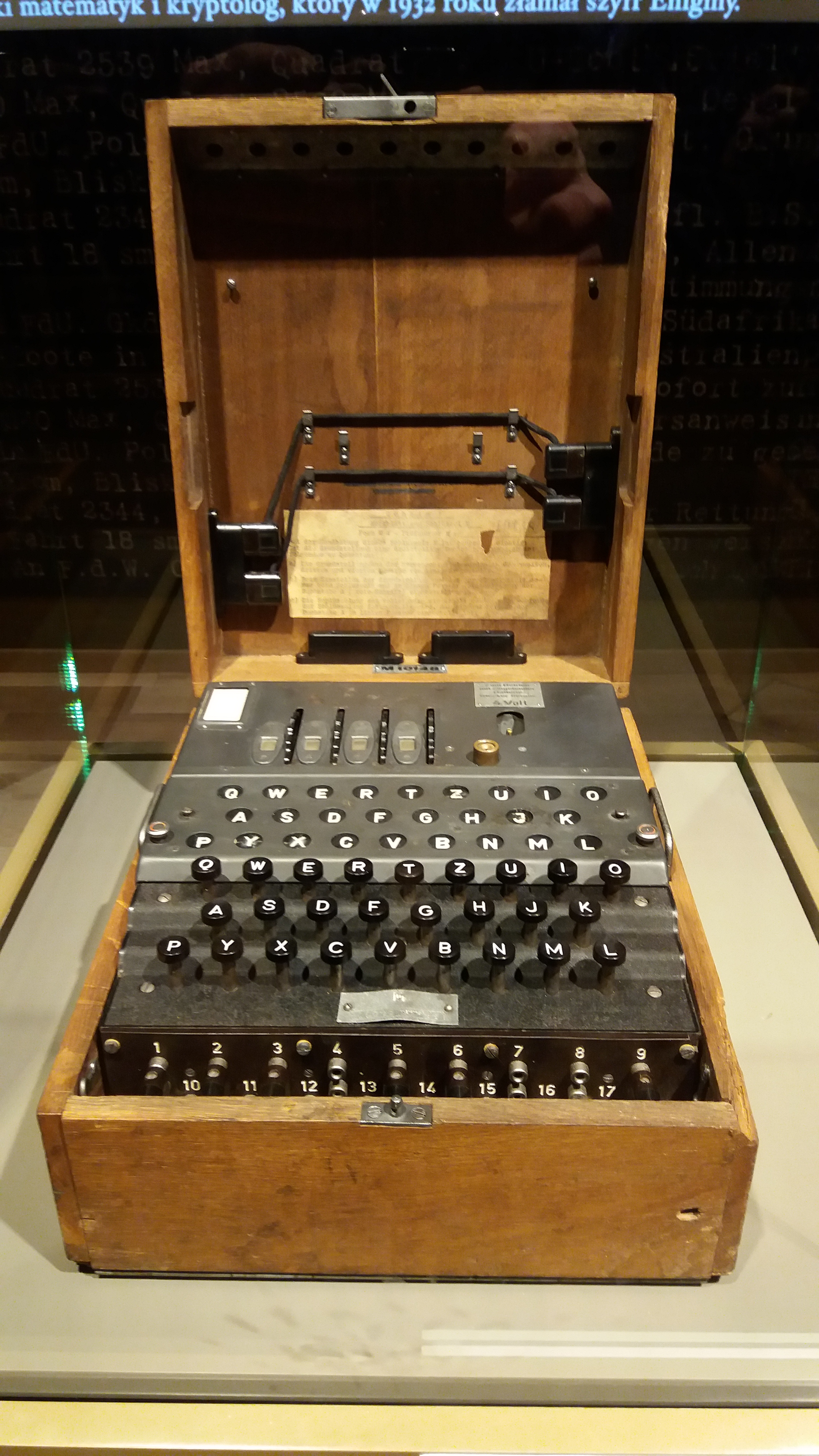
Macchina di crittografia Enigma
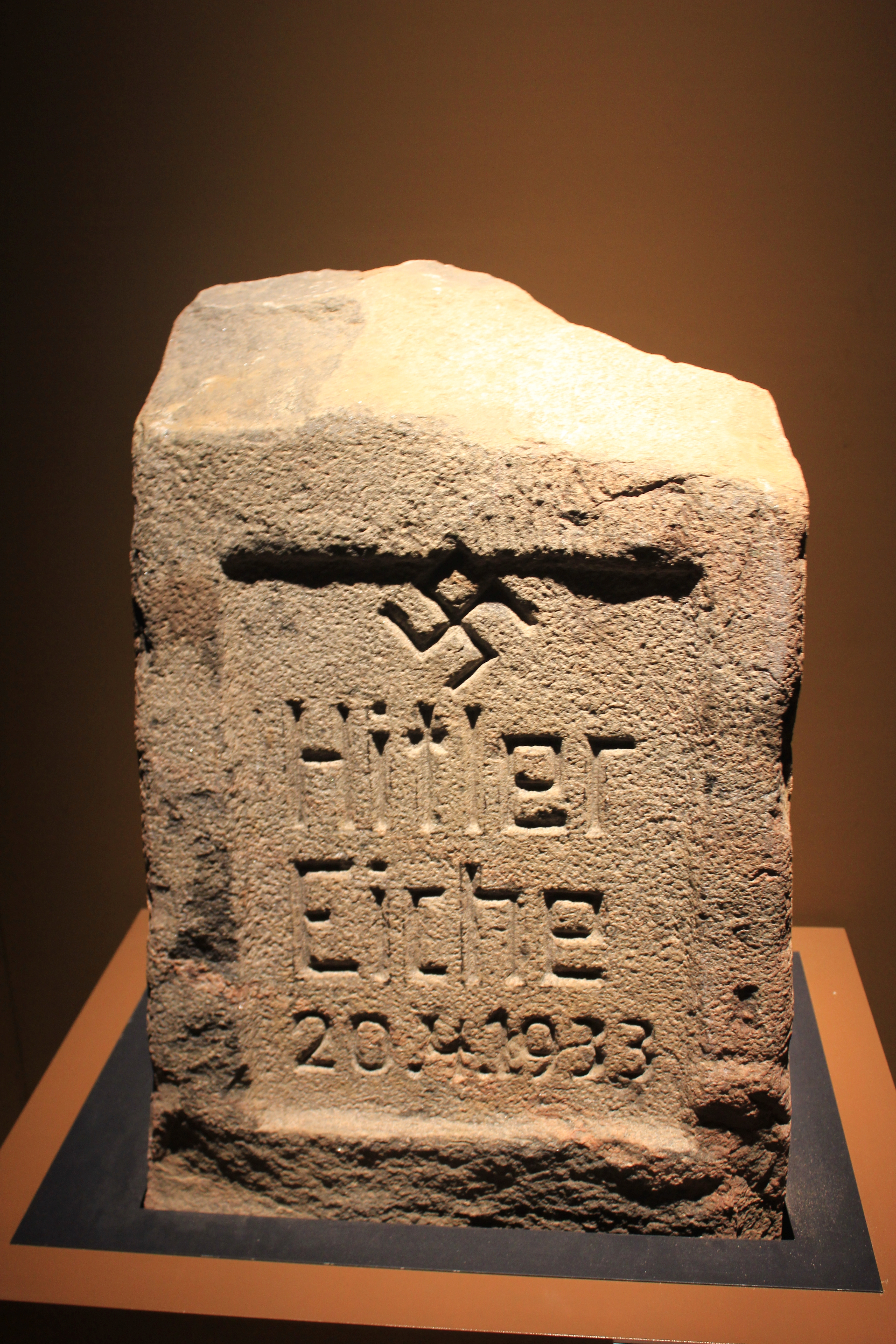
Un lapide da Krępa Kaszubska per segnalare una quercia piantata per celebrare la nascita diAdolf Hitler
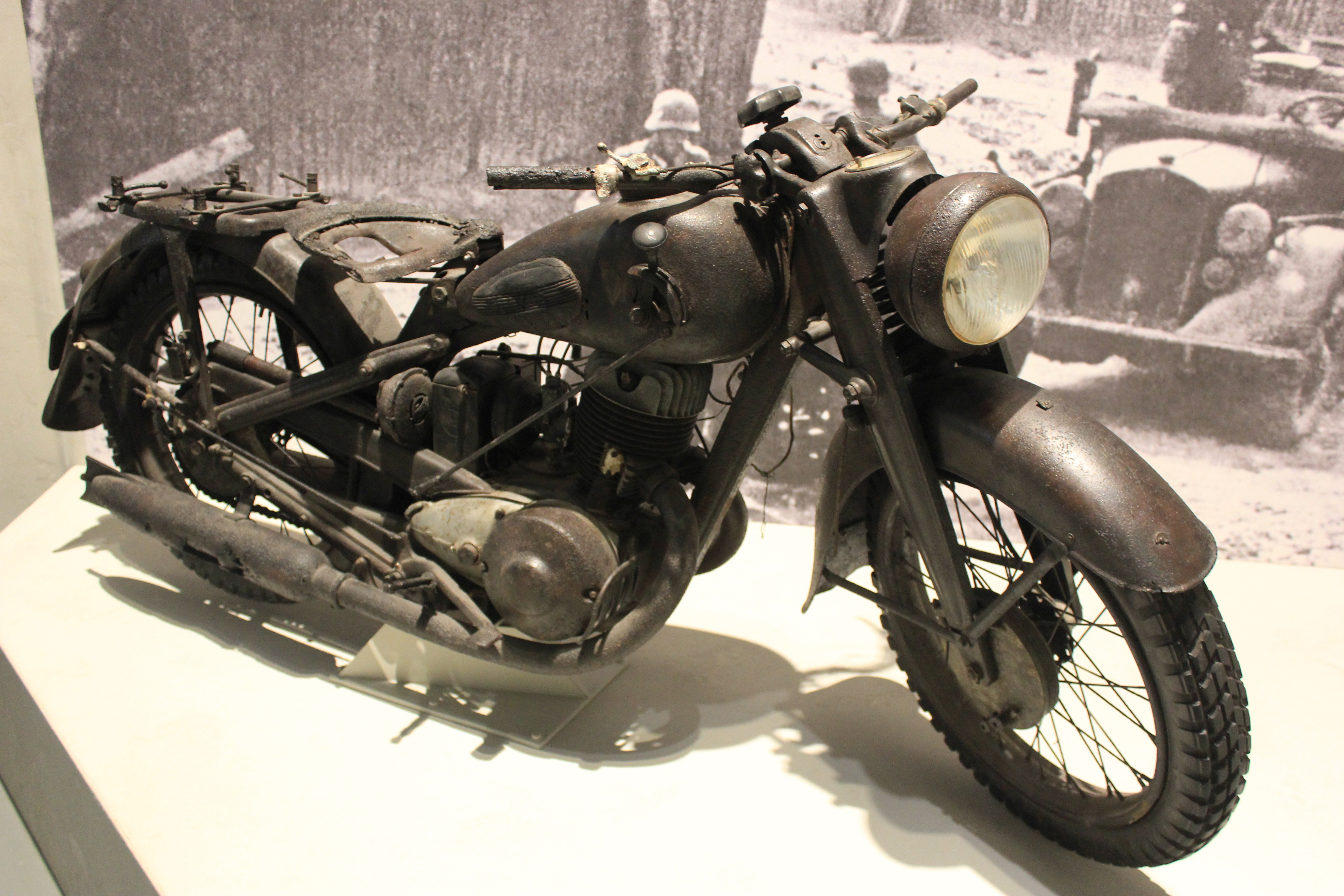
Motocicletta DKW
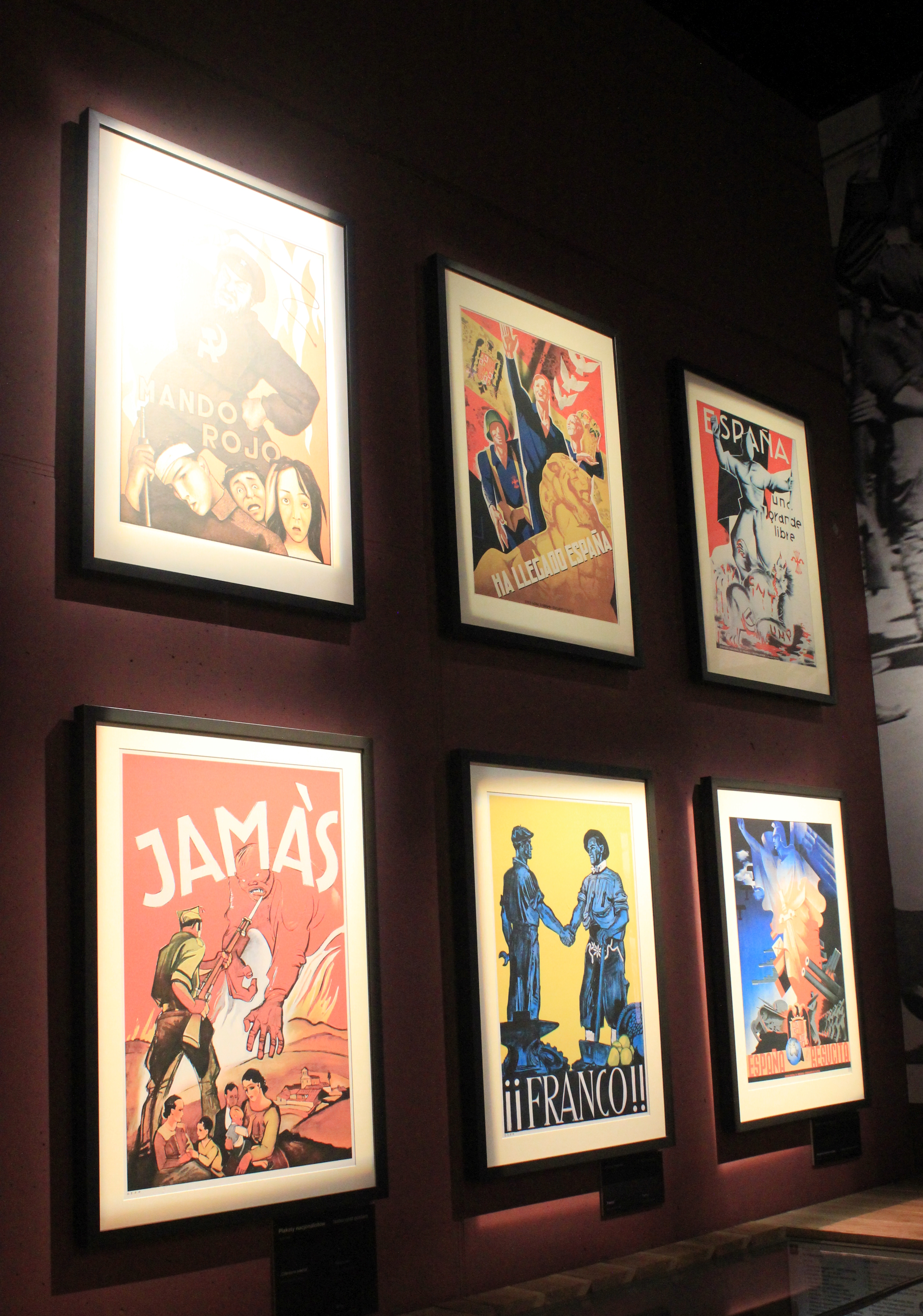
Manifesti nazionalisti della guerra civile spagnola
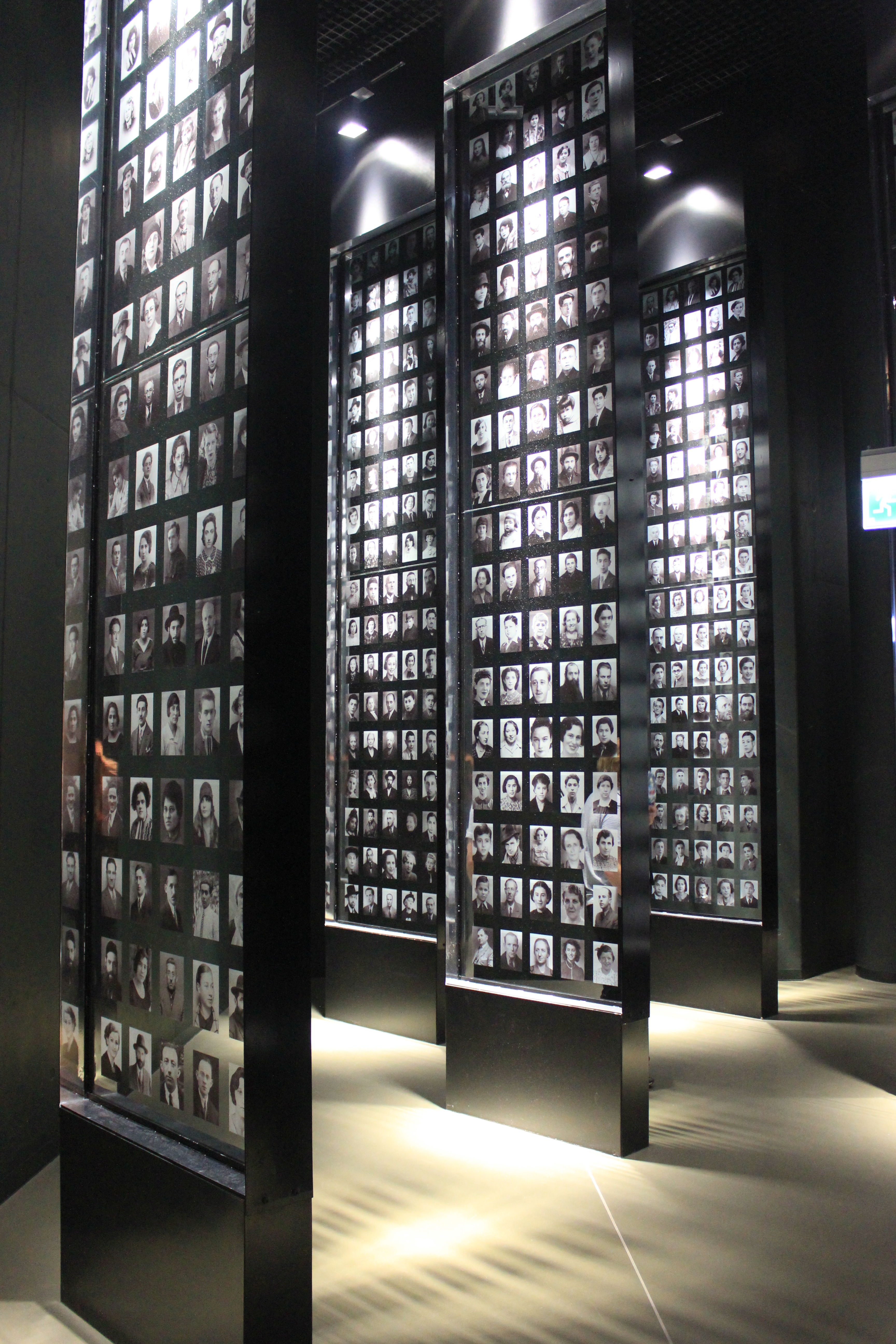
L'interno del museo
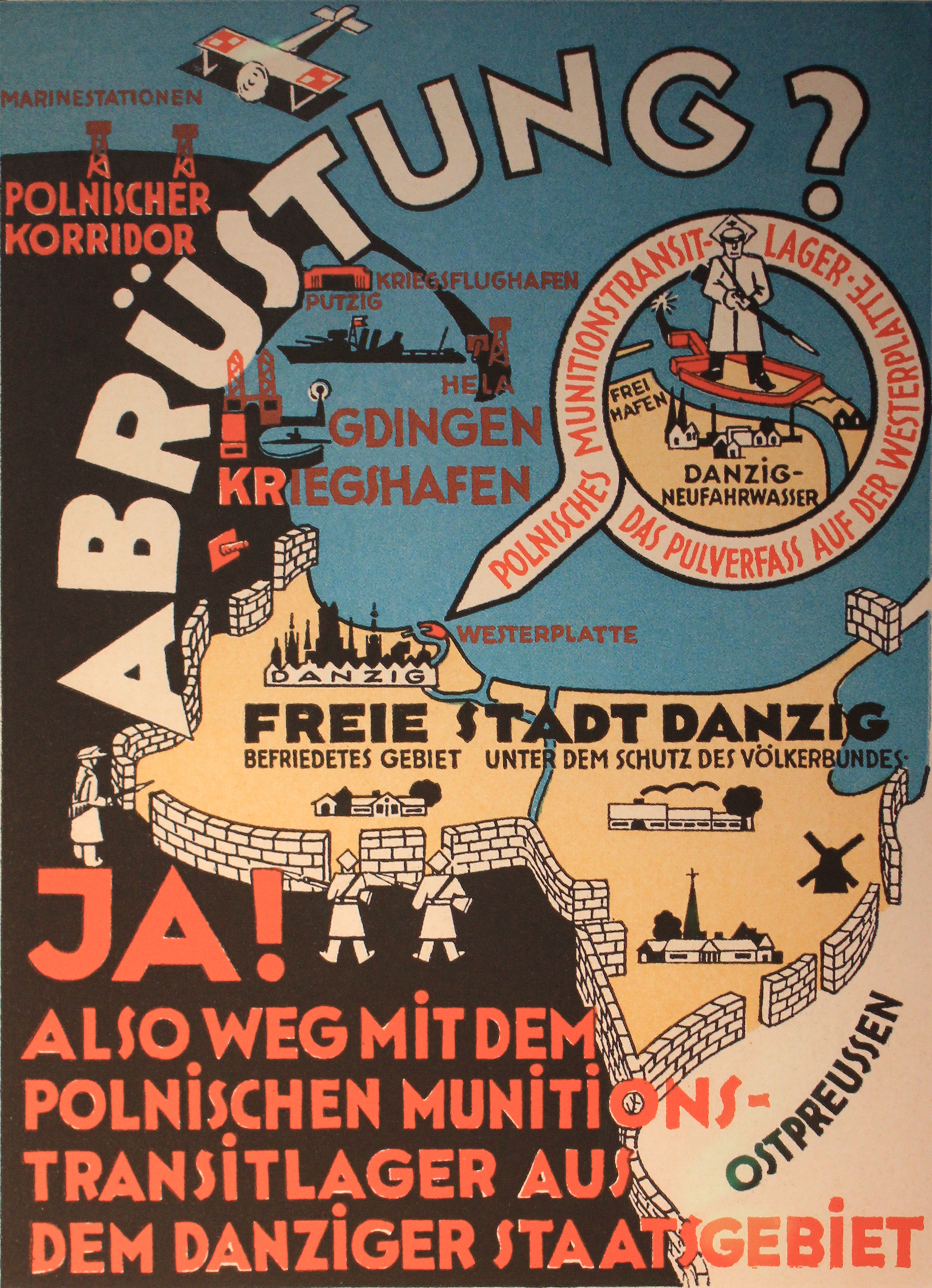
Manifesto di propaganda tedesco
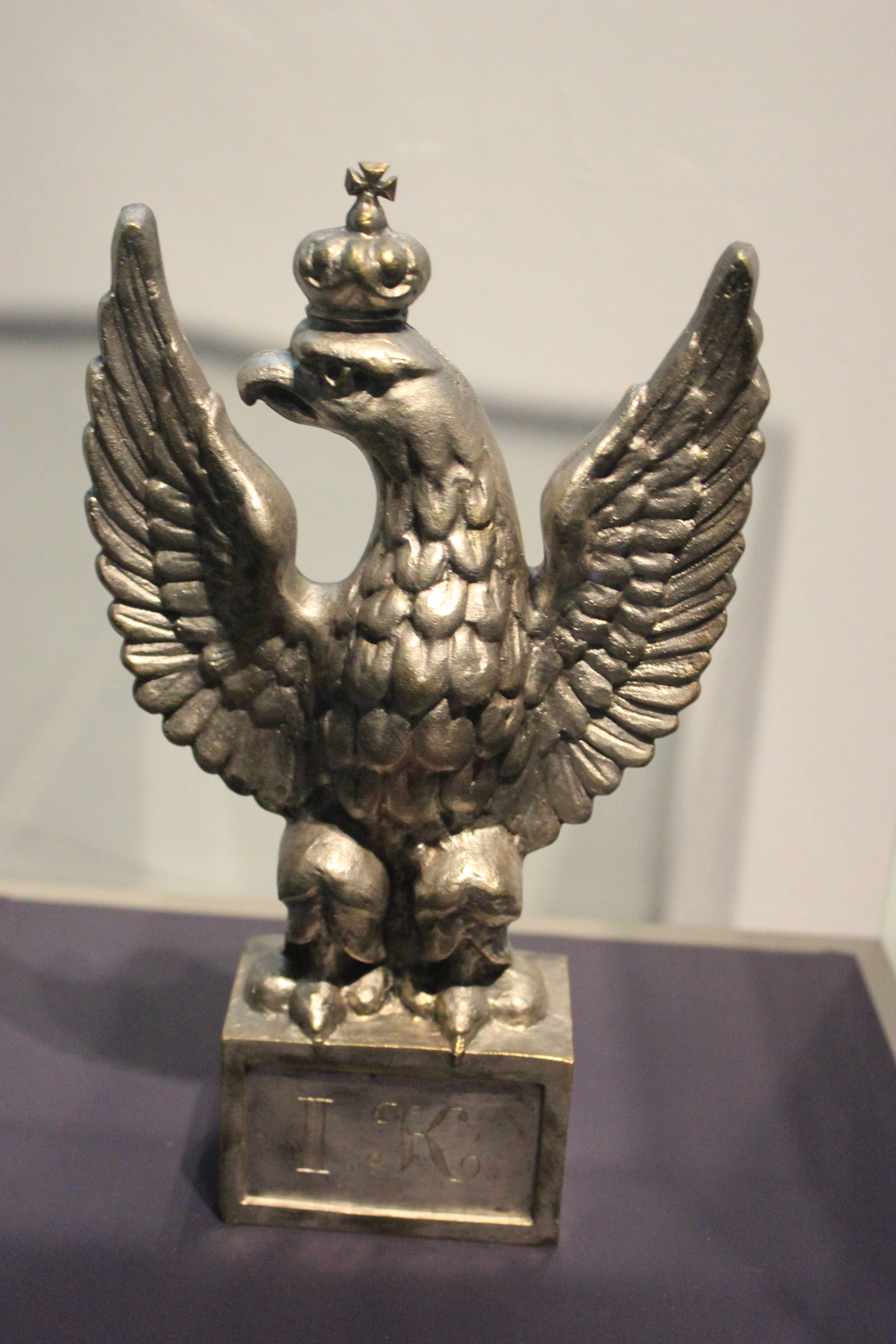
Aquila dallo stendardo del I Corpo Polacco
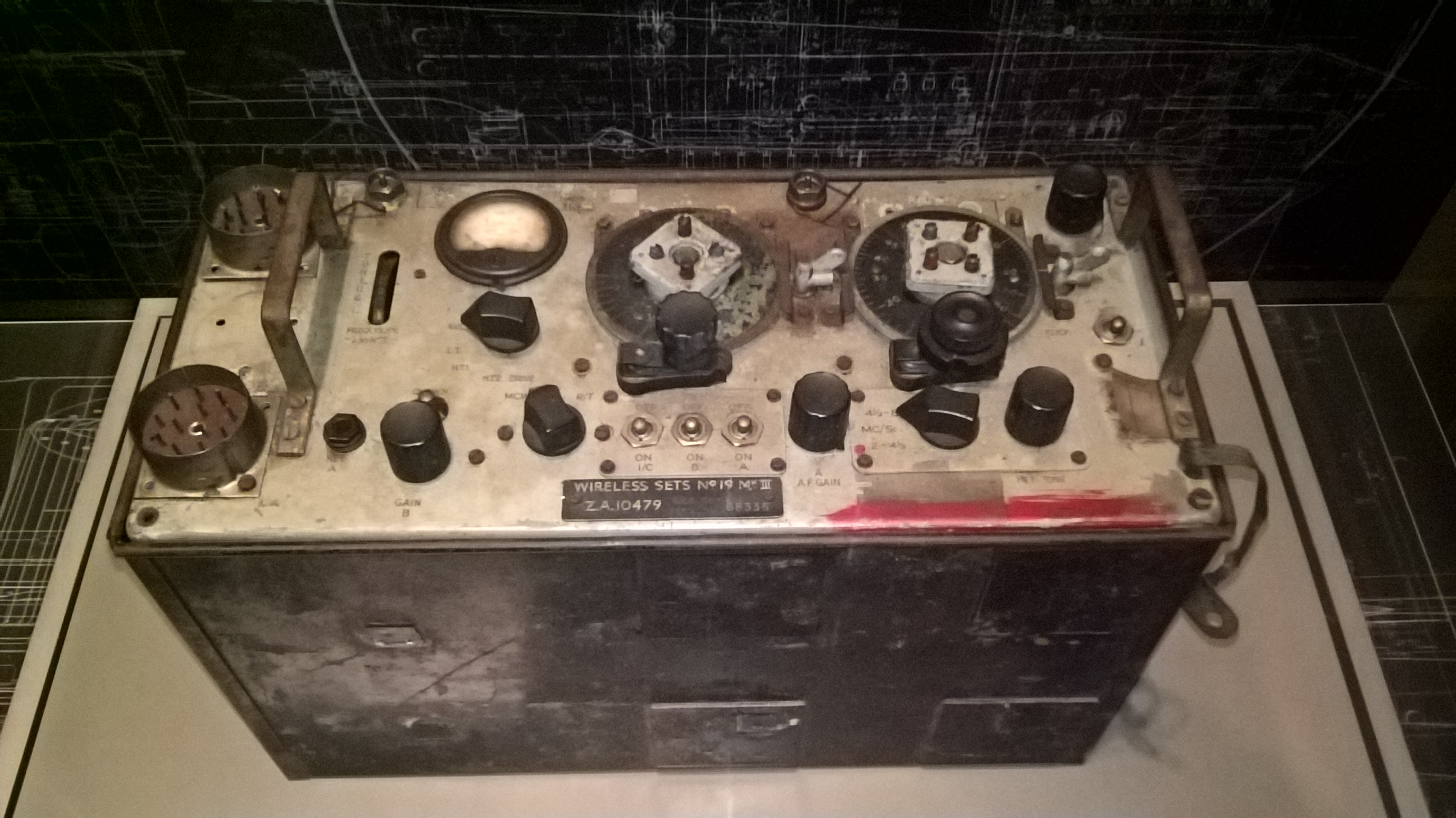
Wireless Set No. 19
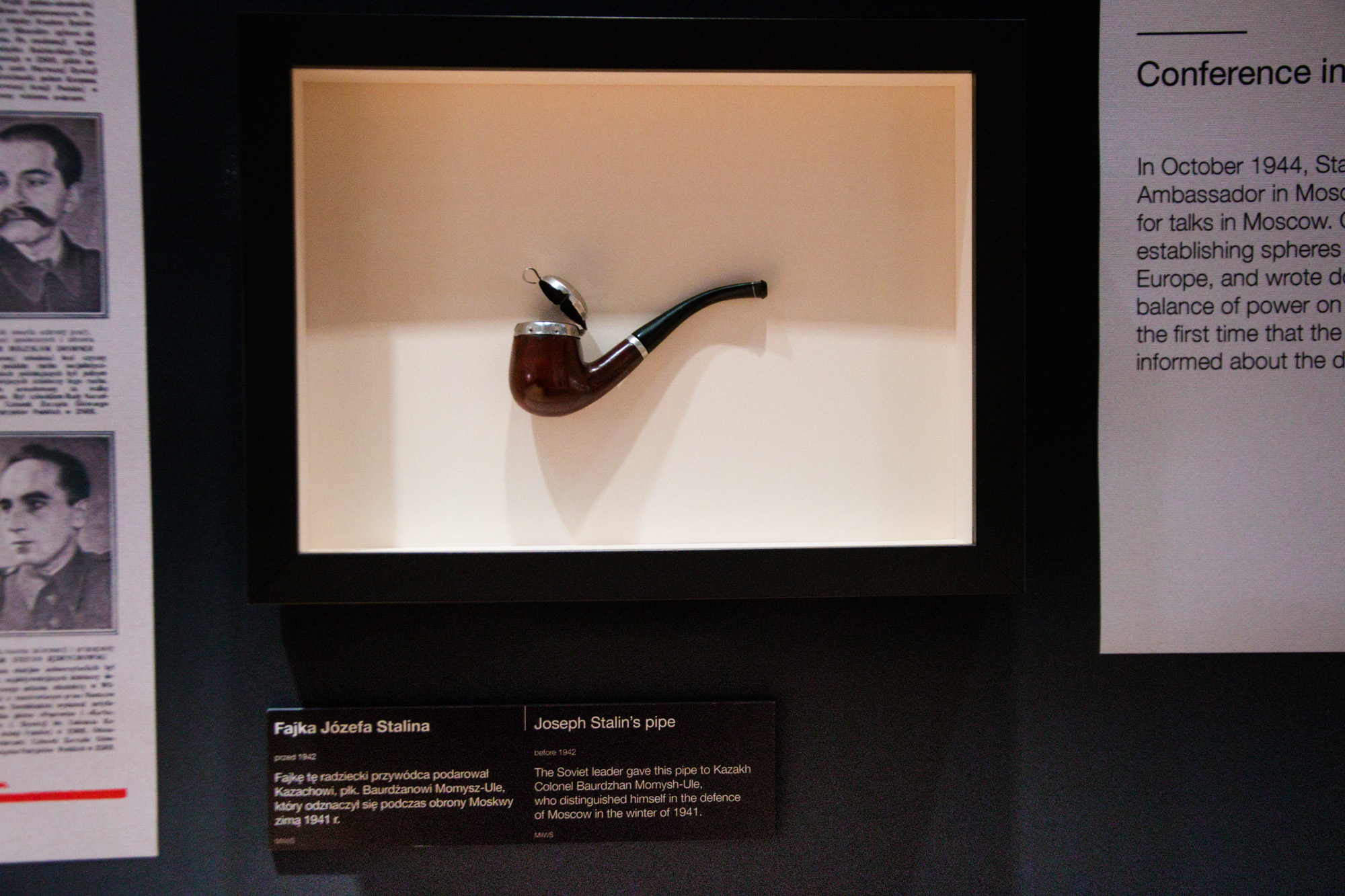
Pipa di Iosif Stalin
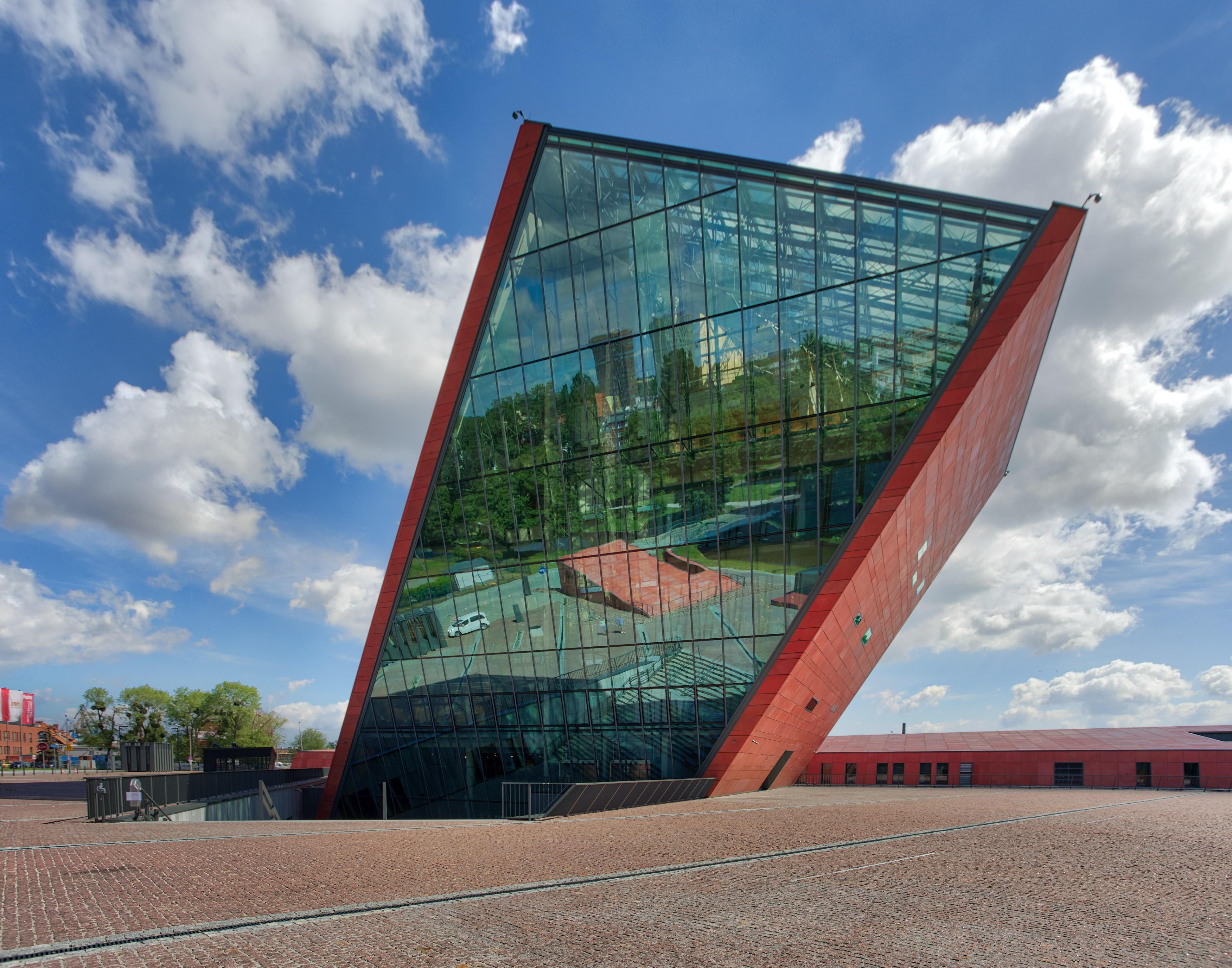
Esterno del museo